# آمریتا تاپار
آمریتا تاپار دوشیزه هند در سال ۲۰۰۵ بود. در همان سال در مسابقه زیبایی Miss Universe که در تایلند برگزار شد، او نماینده هند در بین ۸۱ کشور دیگر بود. آمریتا در ۱۲ ژوئن ۱۹۸۴ در پونا، ماهاراشترا در یک خانواده سیک به دنیا آمد. او فارغ‌التحصیل NIFT است و در حال حاضر به عنوان طراح مد کار می‌کند. او برنده مسابقه می کوئین ۱۹۹۹ است. او یک غواص حرفه ای است و عاشق کایاک سواری است.